# Les Désaxés (film)
Pour les articles homonymes, voir Misfits et Les Désaxés.
Pour plus de détails, voir Fiche technique et Distribution.
Les Désaxés (The Misfits) est un film américain de John Huston, sorti en 1961. C'est l'adaptation de la nouvelle Les Misfits (The Misfits) d'Arthur Miller.
La distribution comprend les acteurs Clark Gable, Marilyn Monroe, Montgomery Clift et Eli Wallach dans les rôles principaux. Boudé à sa sortie puis devenu culte, le film est considéré comme un des plus beaux de Monroe.
Le film, qui n'eut guère de succès à sa sortie malgré ses qualités intrinsèques, est aujourd'hui connu plus pour des raisons qui tiennent à trois de ses interprètes principaux qu'à son contenu. Clark Gable meurt en effet quelques semaines après la fin du tournage, des suites d'un infarctus, à l'âge de 59 ans ; Marilyn Monroe ne terminera jamais son film suivant, Something's Got to Give de George Cukor censé sortir en 1962, en raison de ses absences répétées et de son décès survenu la même année à l'âge de 36 ans. Par ailleurs, Montgomery Clift ne tournera que trois films après celui-ci avant de mourir en 1966 à l'âge de 45 ans. Il n'en fallait pas davantage pour établir l'image « crépusculaire » des Désaxés : fin du mythe de l'Ouest et fin de l'âge d'or d'Hollywood.

## Synopsis
Reno dans le Nevada, la ville des mariages expéditifs et celle des divorces rapides. C'est la raison de la présence de Roslyn à Reno, accompagnée d'Isabelle, à la fois son amie et sa logeuse.
Sur place, Roslyn rencontre Guido, un garagiste qui, à la suite de la panne de sa voiture, la conduit au tribunal pour son divorce. Après l'officialisation du divorce de Roslyn, les deux femmes vont prendre un verre dans un bar à cocktail, le Harrah's Reno (en). Elles y rencontrent un ami de Guido, Gay, un cow-boy et un aventurier dilettante qui a pour projet de capturer un troupeau de chevaux sauvages afin de gagner de l'argent en les revendant. Tous ont envie d'« autre chose ». Ils décident de se rendre à la maison de campagne inachevée de Guido, que l'ancien aviateur avait construite pour sa défunte épouse décédée quelques années plus tôt, des suites d'un accouchement.
Gay et Guido, tombant sous le charme de Roslyn, lui demandent de rester quelques jours de plus à Reno avant de retourner chez elle. Une idylle naît bientôt entre la jeune femme et Gay, également divorcé. Ils passent ensemble quelques jours heureux, même si Gay doit accepter l'amour que Roslyn porte aux animaux. Il aimerait aussi savoir pourquoi elle est toujours aussi triste.
Quelques jours plus tard, les deux hommes partent chasser les chevaux mustangs. Roslyn les suit à contre-cœur. Ayant besoin d'un troisième homme, ils le trouvent en la personne de Perce qui participe à un rodéo, au cours duquel il se blesse. Ils finissent dans un bar où ils s'enivrent. Perce, éleveur dépossédé de son domaine et fragilisé par des blessures personnelles, tombe lui aussi amoureux de Roslyn.
Le lendemain, ils partent chasser les quelques chevaux repérés. Tandis que Guido les rabat avec son avion, les deux autres les attrapent au lasso mais finalement les relâchent sur l'insistance de Roslyn lorsqu'elle apprend que les bêtes sont destinées aux abattoirs et aux conserves pour chien.
Aussi perdue que les trois hommes, mais ayant gardé intact le sens du caractère sacré de la vie, Roslyn annonce qu'elle part le lendemain.

## Fiche technique
- Titre original : The Misfits
- Réalisation : John Huston
- Scénario : Arthur Miller d'après son roman-scénario[a] Les Misfits publié en 1957.
- Image : Russell Metty
- Musique : Alex North
- Direction artistique : Stephen B. Grimes et Bill Newberry
- Décorateur de plateau : Frank R. McKelvy
- Costumes de Marilyn Monroe : Jean Louis
- Son : Charles Grenzbach, Philip Mitchell
- Montage : George Tomasini
- Production : Frank E. Taylor
- Société de production : Seven Arts Productions
- Distribution : United Artists
- Budget : $4 millions
- Pays de production :  États-Unis
- Langue originale : anglais
- Format : Noir et blanc - Son : Mono (Westrex Recording System)
- Genre : Drame
- Durée : 124 minutes
- Dates de sortie :
  - États-Unis : 1er février 1961
  - France : 19 avril 1961
- Affiches : Macario Gómez Quibus (Espagne), Roger Soubie (France)

## Distribution

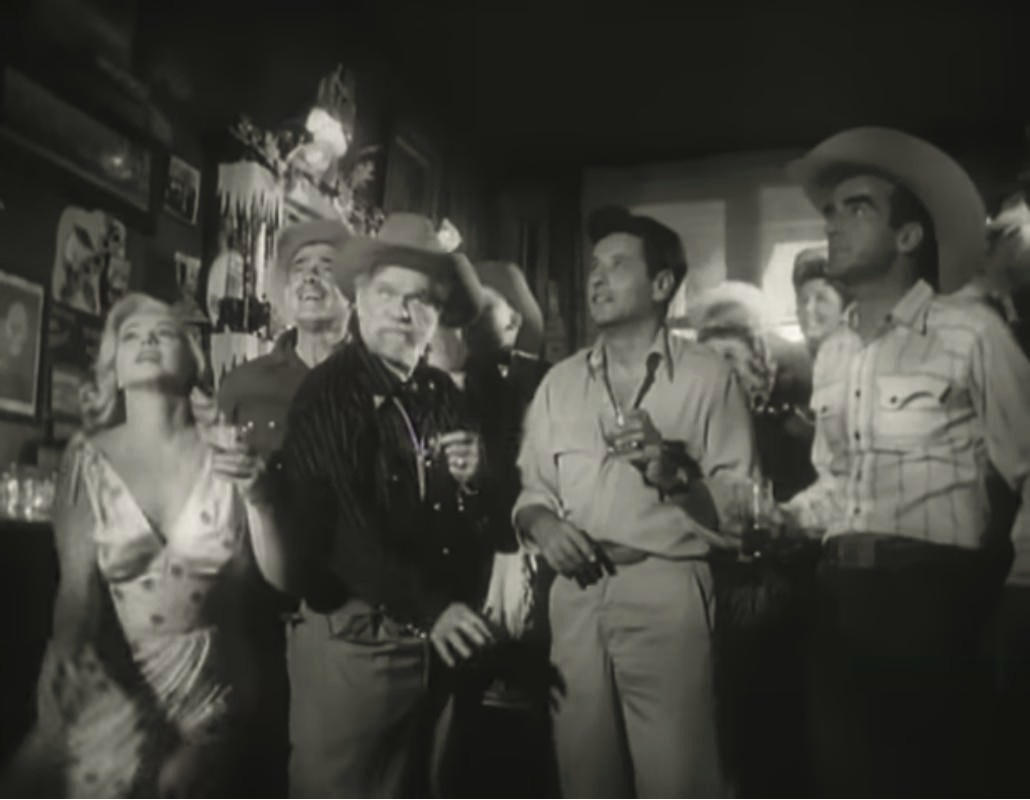
Marilyn Monroe, Clark Gable, James Barton, Eli Wallach et Montgomery Clift dans le film.

- Clark Gable (VF : Serge Nadaud) : Gay Langland
- Marilyn Monroe (VF : Claire Guibert) : Roslyn Taber
- Montgomery Clift (VF : Jacques Thébault) : Perce Howland (« Pierre » en VF)
- Eli Wallach (VF : Jacques Dynam) : Guido Delinni
- Thelma Ritter (VF : Henriette Marion) : Isabelle Steers
- James Barton : le vieil homme
- Estelle Winwood (VF : Lita Recio) : la quêteuse
- Kevin McCarthy : Raymond Taber
- Dennis Shaw : Fletcher, le jeune garçon au bar
- Philip Mitchell : Charles Steers
- Walter Ramage : le vieux groom
- Peggy Barton : la jeune fiancée
- J. Lewis Smith (VF : Jacques Marin) : le cow-boy au bar
- Marietta Tree : Susan
- Bobby Lasalle : le tenancier du bar
- Ryall Bowker : l'homme au bar
- Ralph Roberts : le chauffeur de l'ambulance au rodéo
- Rex Bell : un vieux cow-boy (caméo)
- John Huston : caméo dans la scène du blackjack

Cascades :
Jack N. Young (doublure de Clark Gable)

## Production

### Scénario
Le 1er août 1957, Marilyn Monroe, enceinte de son mari Arthur Miller, doit être emmenée aux urgences. Les médecins diagnostiquent une grossesse extra-utérine, qu'il faut interrompre pour protéger la vie de l'actrice. Elle apprend qu'elle ne pourra jamais avoir d'enfant. C'est à l'hôpital que son mari décide de lui offrir un cadeau d'amour en adaptant sa nouvelle The Misfits pour le cinéma, et d'écrire un rôle sur mesure pour sa femme déçue que la 20th Century Fox la cantonne à des personnages d'idiote ravissante et ingénue ou de vamp stéréotypée dans des comédies légères. Miller passe une année à en écrire le scénario qu'il propose à John Huston, un des rares réalisateurs en qui Marilyn Monroe a confiance.

### Tournage
Le tournage à Reno a lieu du 18 juillet au 24 octobre 1960, puis s'achève le 24 novembre dans les studios d'Hollywood où quelques scènes nécessitant des trucages sont filmées.

### Photographies de plateau
Lee Jones Schoenburg, responsable des projets spéciaux de Magnum Photos, obtient pour la première fois dans l'histoire du cinéma, l'exclusivité de son agence de presse pour la couverture photographique du film. De nombreux photographes de premier plan (Eve Arnold, Cornell Capa, Henri Cartier-Bresson, Bruce Davidson, Elliott Erwitt, Ernst Haas, Inge Morath, etc.) se relaient par équipe de deux tous les quinze jours pour prendre des clichés lors du tournage,.

### Attribution des rôles
Dernière apparition au cinéma pour Rex Bell, star du western des années 1930, dans un petit rôle de cow-boy ; au moment du tournage, il est le lieutenant-gouverneur du Nevada.
Ralph Roberts, le masseur et confident de Marilyn Monroe, interprète dans le film le rôle de l'ambulancier dans la scène du rodéo.

#### Clark Gable
Les Désaxés est le dernier film de Clark Gable, qui meurt le 16 novembre 1960 à l'âge de 59 ans, quelques jours après la fin du tournage le 4 novembre. Il ne verra pas le film achevé.
Ses relations avec Marilyn Monroe furent tendues sur le plateau, au point que certains témoignages rapportent une réflexion de Gable au sujet de sa partenaire : « She damn near gave me a heart attack » (« Elle a failli me donner une crise cardiaque »).

#### Marilyn Monroe

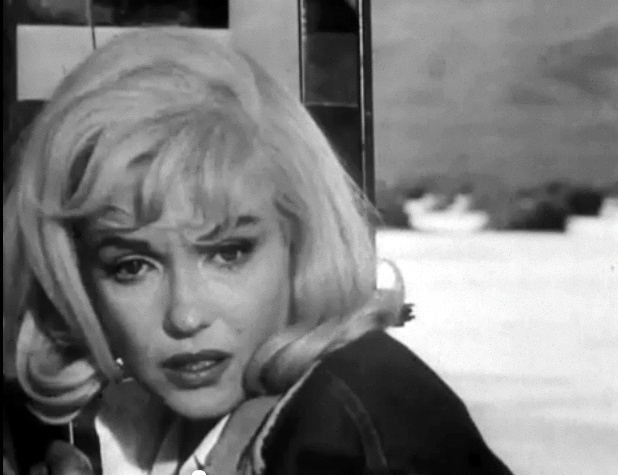
Marilyn Monroe dans le film.

Dans son 29e et dernier film (achevé) où elle se trouve seconde au générique derrière Clark Gable et devant Montgomery Clift, Marilyn Monroe interprète un rôle spécialement écrit pour elle par son mari Arthur Miller, celui d'une femme qui vient de divorcer, qui est perdue, qui ne sait pas où aller ni que faire, et qui est très déçue des hommes. Le personnage de Roslyn conçu par Miller s'inspire à beaucoup d'égards de Marilyn, qui hésite longtemps avant d'accepter le rôle.
En proie à une grave dépression nerveuse, Monroe, fragile et vulnérable, boit et consomme beaucoup de médicaments, ce qui rend le tournage difficile (retards incessants – de quatre à cinq heures, prises des scènes multipliées à l'envi car elle n'arrive pas à mémoriser ses dialogues, tournage arrêté en août 1960 après qu'elle est hospitalisée à Los Angeles pendant 12 jours, etc.) qui dure plus de trois mois au lieu de 50 jours prévus initialement.
La dernière femme de Gable, Kay (enceinte à cette époque) considère que Marilyn a été responsable de la rapide chute de santé de son mari, puis de sa subite mort quelques jours plus tard en raison de son mode de travail, ce qui a jeté l'actrice dans une nouvelle phase de dépression. Monroe n'est pas allée assister à la cérémonie funéraire de la star défunte. Kay l'invite cependant au baptême de John Clark Gable, le fils posthume de Clark Gable.
Certains commentateurs ont par la suite mentionné le fait que Gable a tenu à jouer toutes ses scènes dans le film, y compris les cascades, qui l'ont beaucoup sollicité et fatigué compte tenu de son âge.

#### Montgomery Clift
En 1956, Montgomery Clift est victime d'un grave accident de voiture qui le défigure. Il subit de nombreuses opérations de chirurgie esthétique, laissant apparaître cependant quelques cicatrices, ce qui le mine, mais qui donnent plus de réalisme à son rôle de cow-boy de rodéo blessé par ses chutes de cheval.
Après le tournage, Marilyn Monroe déclara à propos de l'acteur : « Il est le seul être qui soit encore plus perdu que moi ».

#### Eli Wallach
Eli Wallach, le dernier des quatre acteurs principaux, est contrairement aux trois autres mort plus de 50 ans après avoir tourné le film (24 juin 2014, à 98 ans). Il retrouve un grand rôle cinq ans après la sortie des Désaxés quand il interprète en 1966 Tuco (« Le Truand ») dans le western spaghetti Le Bon, la Brute et le Truand de Sergio Leone.

### Musique
La bande originale du film a été composée par Alex North en 1961 :
- Main theme
- Rendez vous
- New life
- Roslyn (Misfits theme)
- Love's reverie
- Love idyll
- Paddleball
- Reno bar dance
- Compassion compassion for Guido
- Help
- The round-up suite: disagreement, round-up, chase, tension
- Trying for freedom
- resolved part I
- Resolved - end title

## Accueil
Alors que le film a coûté plus de 4 millions de dollars, les recettes recueillies sur le territoire américain s'élèvent à seulement 4,1 millions de dollars. Les Désaxés est, à sa sortie en salles, un échec public et critique.
Sorti en France le 19 avril 1961, le film enregistre 896 256 entrées.
Dès le début de la production, les attentes de la United Artists autour du film sont très grandes. Réunissant la crème d'Hollywood, il suscite logiquement l'espoir d'un succès commercial et critique considérable, mais ces attentes laissent très vite place à la désillusion avec des recettes désastreuses. Il faudra attendre quelques années, le temps que la mythologie autour de l'œuvre se construise, puis sa sortie en vidéo, pour qu'elle acquière le statut de film majeur.

## Analyse

### Thèmes
Le réalisateur John Huston choisit de réaliser le film comme un drame intimiste en noir et blanc, filmant au plus près des visages tout en ignorant les déserts hypnotiques du Nevada où Arthur Miller, au printemps 1956, a écrit dans un cabanon loué à Reno, capitale des divorces, une nouvelle (qui deviendra le scénario du film) alors qu'il attend que soit prononcé le divorce qui lui permettra de se marier avec sa maîtresse, l'actrice Marilyn Monroe.
Alors que l'écrivain new-yorkais se saoule dans des bars miteux avant de se jeter dans l'arène du rodéo, il découvre à cette occasion que ce désert est « un refuge des déracinés, des vagabonds, des paumés, des criminels en cavale ».

Le film est un poème désenchanté sur la fin des mythes américains : celui de l'Ouest américain, de l'innocence, de la Frontière et des cow-boys libres dans la nature. 

« En cela, le scénario de l'écrivain Arthur Miller dresse un constat grinçant et particulièrement sombre de l’Amérique d'Eisenhower de la fin des années 1950, une nation qui a du mal à communiquer et dont le rêve des "Pères fondateurs" a échoué. »

Le choix du noir et blanc est particulièrement bien choisi pour servir le propos du film.

### À propos du titre
En anglais, le terme the misfits désigne littéralement « les inadaptés » (en particulier dans l'expression social misfits, les « inadaptés sociaux »). En français, misfits désigne « les marginaux » ou « les paumés ».

Dans le contexte du film, le critique de cinéma Ludovic Béot du site web des Inrocks interprète ce titre ainsi : 

« Les Désaxés (dont on préférera le titre anglais The Misfits, c’est-à-dire "les mal-foutus"). Le récit met en scène quatre personnages inadaptés et seuls dans un monde où ils ne trouvent désormais plus leur place. »

## Postérité
En 2016, le dessinateur Luz entame, sous forme de feuilleton mensuel dans les Cahiers du Cinéma, la publication d'une bande dessinée consacrée au tournage, intitulée Misfits.
En 2018, une scène coupée du film a été retrouvée, dans laquelle on pouvait apercevoir Marilyn Monroe nue,.
En 2024, Tatiana de Rosnay s'inspire des circonstances du tournage dans son roman Poussière blonde (Albin Michel).